# Tanya
Tanya este numele unei cărți scrise de Rabbi Schneur Zalman din Liadi (1745-1812), fondatorul grupării hasidice ChaBaD.
Rabbi Schneur Zalman din Liadi sau Alter Rebbe  (Yiddish: Rabinul Bătrân) și-a numit lucrarea Likkutei Amarim (O colecție de cuvântări), dar cartea este cunoscută mai degrabă după primul cuvânt din primul capitol - Tanya (תניא). Cuvântul înseamnă Am învățat. 
Tanya este lucrarea fundamentală a Hasidismului (O aplicare practică a Kabbalei), un ghid al vieții, oferind sfaturi și răspunsuri pentru fiecare problemă spirituală pe care o persoană ar putea s-o întâmpine în Lumea asta.